# アイ・ウォント・ユー (マーヴィン・ゲイの曲)
「アイ・ウォント・ユー」（I Want You）は、アメリカ合衆国の歌手マーヴィン・ゲイが1976年に発表した楽曲。作詞・作曲は、リオン・ウェア（当時モータウンのスタッフ・プロデューサーであった）とアーサー・"T-ボーイ"・ロス（ダイアナ・ロスの弟）による。

## オリジナル・ヴァージョン
元々はウェアが自身のソロ・アルバム用に作った曲だが、モータウン創設者ベリー・ゴーディ・ジュニアがデモ録音を聴き、ゴーディを通じて本作を知ったマーヴィン・ゲイの持ち歌となった。なお、アーサー・"T-ボーイ"・ロスは1979年発表のソロ・アルバム『Changes』において、本作を取り上げている。
アメリカでは総合シングル・チャートのBillboard Hot 100で15位に達し、『ビルボード』のR&Bシングル・チャートでは「レッツ・ゲット・イット・オン」（1973年）以来3年ぶりに1位を獲得した。

## カヴァー

### ロバート・パーマーによるカヴァー
ロバート・パーマーは、1990年のアルバム『ドント・イクスプレイン』に、同じくマーヴィン・ゲイのシングル・ヒット曲である「マーシー・マーシー・ミー」と本作のメドレーによるカヴァーを収録した。パーマーのヴァージョンはシングル・カットされ、全英シングルチャートでは9位に達して自身5作目の全英トップ10シングルとなった。また、アメリカのBillboard Hot 100では16位に達して、生涯最後の全米トップ40シングルとなり、『ビルボード』のアダルト・コンテンポラリー・チャートでは4位を記録した 。

### マドンナ・ウィズ・マッシヴ・アタックによるカヴァー
マドンナは、1995年10月発売のトリビュート・アルバム『マーヴィン・ゲイ・トリビュート』に、マッシヴ・アタックとの連名によるトリップ・ホップ・アレンジのカヴァーを提供した。このカヴァーは、同年11月に発売されたマドンナ名義のベスト・アルバム『ベスト・オブ・マドンナ〜バラード・コレクション (Something to Remember)』にも、新曲の一つとして収録された。シングルカットはされなかったがミュージック・ビデオが制作された。

### その他
- ガトー・バルビエリ - アルバム『カリエンテ』（1976年）に収録[14]。
- トッド・ラングレン - アルバム『ウィズ・ア・トゥイスト』（1997年）に収録[15]。
- カーク・ウェイラム - アルバム『フォー・ユー』（1998年）に収録[16]。
- ハーブ・アルパート - アルバム『Colors』（1999年）に収録[17]。
- マイケル・マクドナルド - カヴァー・アルバム『モータウン』（2003年）に収録[18]。
- ダイアナ・ロス - アルバム『アイ・ラヴ・ユー（英語版）』（2006年）に収録[19]。
- ダイアン・リーヴス - アルバム『ビューティフル・ライフ』（2013年）に収録[20]。